# Parantica nilgiriensis
Parantica nilgiriensis је врста лептира из породице шаренаца (лат. Nymphalidae).

## Распрострањење
Индија је једино познато природно станиште врсте.

## Станиште
Врста Parantica nilgiriensis има станиште на копну.

## Угроженост
Ова врста је на нижем степену опасности од изумирања, и сматра се скоро угроженим таксоном.